# Смиттен, Александр Евстафьевич
Александр Евстафьевич Смиттен (1803—1846) — русский генерал-майор, герой штурма Варшавы в 1831 году.
Родился 11 (23) сентября 1803 года — сын командира Переяславского конно-егерского полка полковника Евстафия Евстафьевича фон Смиттена. Получил домашнее образование и после сдачи экзамена в Пажеском корпусе в 1822 году выпущен прапорщиком во 2-й морской полк.
В рядах этого полка Смиттен, будучи капитаном, в 1831 году принимал участие в подавлении Польского восстания, сражался при Грохове, Ендржееве и Рационже. 25 декабря 1831 года за отличие при штурме Варшавского предместья Праги Смиттен был награждён орденом Св. Георгия 4-й степени (№ 4637 по кавалерскому списку Григоровича — Степанова).
По упразднении в 1833 году 2-го морского полка Смиттен был произведён в полковники и продолжил службу в Софийском полку. Командовал Гренадерским Его Величества Короля Прусского полком, 8 сентября 1843 года получил чин генерал-майора. 10 января 1844 года был назначен командиром 2-й бригады 1-й гренадерской дивизии, но уже 17 апреля того же года обменян местами с командиром 1-й бригады 2-й гренадерской дивизии генерал-майором Н. Н. Скобельцыным.
Скончался в Порхове 20 февраля (4 марта) 1846 года и был исключён из списков умершим Высочайшим приказом от 1 марта 1846 года.

## Награды
- Орден Святой Анны 4-й степени с надписью «За храбрость» (09.09.1827)
- Орден Святого Владимира 4-й степени с бантом (23.09.1831)
- Орден Святого Георгия 4-й степени (25.12.1831)
- Орден Святого Станислава 2-й степени (1835)
- Орден Святой Анны 2-й степени (01.08.1840)
- Орден Святого Владимира 3-й степени (17.08.1843)
- Орден Святого Станислава 1-й степени (21.11.1845)

Иностранные
- Прусский орден Красного Орла 2-й степени (1842)
- Прусский орден Святого Иоанна Иерусалимского с алмазами (1843)

## Семья
Жена — Мария Петровна (ум. 10.01.1867). Их сыновья:
- Пётр (1839—26.01.1869) — статский советник, чиновник Комитета министров,
- Евстафий (?—16.02.1869) — подполковник; служил в лейб-гвардии Стрелковом Его Величества батальоне, был адъютантом генерал-губернатора Восточной Сибири.